# Internationales Tourismusmanagement
Internationales Tourismusmanagement ist ein Studiengang, dessen inhaltliche Schwerpunkte aus betriebswirtschaftlichen Grundlagen mit Tourismusbezug, interkultureller und sozialer Kompetenz sowie auch Fach- und Führungskompetenz bestehen.

## Definitionen

### Internationales Management
- die Instandhaltung und Entwicklung einer Unternehmung oder eines Marktes jenseits nationaler Grenzen mit entweder lokalem oder nicht einheimischem Personal
- der Prozess eines laufenden multinationalen Betriebes, zusammengestellt aus ehemals unabhängigen Unternehmen
- der Aufbau von Kompetenzen, Fachwissen und einem Verständnis wie man interkulturelle Prozesse führt[1]

### Definition Tourismusmanagement
siehe bei Tourismusmanagement

## Angebot in Deutschland
- Hochschule Bremen
- Karlshochschule International University
- Fachhochschule Westküste
- Hochschule für Technik und Wirtschaft des Saarlandes
- International University of Applied Sciences Bad Honnef – Bonn
- Hochschule Harz
- Hochschule Worms

## Studiengangsmerkmale aller Fachhochschulen
|                                    | HS Bremen | Int. University Karlshochschule                                      | FH Westküste                                                                                                 | HS für Technik&Wirtschaft Saarland                                                                | Int. FH Bad Honnef Bonn                                    | Hochschule Harz | Hochschule Worms |
| ---------------------------------- | --- | -------------------------------------------------------------------- | --- | ------------------------------------------------------------------------------------------------- | ---------------------------------------------------------- | --- | --- |
| Zulassungs- voraussetzungen        | NC, Abitur oder FH-Reife, Vorpraktikum oder Ausbildung, gute Englischkenntnisse, Motivationsschreiben | Abitur oder FH-Reife, Motivationsschreiben, Aufnahmegespräche        | Abitur, oder FH-Reife, Meisterabschluss, Hochschuleignungs-prüfung, Grundpraktikum                           | NC, Abitur oder FH-Reife, Vorpraktikum Sprachtest Englisch + Französisch oder Englisch + Spanisch | Abitur oder FH-Reife, Aufnahmeprüfung, Sprachtest Englisch | Abitur oder FH-Reife, Eignungstest an der Hochschule Harz oder anerkannte externe Sprachtests z. B. TOEFL oder DELF | Zeugnis der allgemeinen Hochschulreife bzw. Fachhochschulreife; Vorpraktikum bzw. kaufm. Lehre; Pflichtfremdsprache: Englisch "Europa-Level B1" und Spanisch "Europa-Level A2" |
| Abschluss                          | B.A. | B.A.                                                                 | B.A. | B.A.                                                                                              | B.A. + Bachelor abroad                                     | B.A. | B.A. |
| Regelstudienzeit                   | 7 | 6                                                                    | 6 | 6                                                                                                 | 6                                                          | 7 | 8 |
| Fremdsprachenangebot               | Spanisch, Französisch, Indonesisch, Portugiesisch | Arabisch, Chinesisch, Spanisch, Französisch, Russisch                | Wirtschaftsenglisch, Spanisch                                                                                | Englisch, Französisch, Spanisch                                                                   | k. A.                                                      | Englisch, Französisch, Spanisch | Pflicht: Englisch, Spanisch; Wahl: Arabisch, Chinesisch, Russisch |
| Englischsprachige Unterrichtskurse | Ja | Ja                                                                   | Ja | Ja                                                                                                | Ja                                                         | Ja | / |
| Auslandssemester                   | Pflichtauslandsstudiensemester und Pflichtauslandspraktikum | Wahlweise Auslandsstudiensemester                                    | Wahlweise Auslands-Studiensemester oder -Praktikum                                                           | Pflichtauslandspraktikum                                                                          | 2 Pflichtauslands-Studiensemester und -Praktikum           | 2 Pflichtauslandssemester und Pflichtauslandspraktikum | Pflichtauslandsjahr (5. und 6. Semester) |
| Verzahnung von Theorie und Praxis  | Pflichtauslandspraktikum (20 Wochen), Learner’s Company: Zusammenarbeit von Studenten und touristischen Unternehmen an mehr als 10 realen Projekten pro Semester. Vier der Projekte im Sommersemester 2009: - TUI-Welcome der Zukunft (TUI Service) - ITB Berlin Messeauftritt (Hochschule Bremen) - Entwicklung eines nachhaltigen Tourismusleitfadens - SIB-Kongress International Days: Informationsveranstaltung der aus dem Ausland zurückgekehrten 7. Semester. Dient als Informationsplattform für Interessierte zur Vorbereitung auf einen Auslandsaufenthalt. | Pflichtpraktikum (12–24 Wochen) Mitarbeit an touristischen Projekten | Wahlweise Praktikum (1 Semester), Fallstudien-Seminare, Projekt-Studium in Kooperation mit externen Partnern | Pflichtauslandspraktikum (12 Wochen)                                                              | Pflichtauslandspraktikum (1 Semester)                      | Pflichtauslandspraktikum (12 Wochen) zahlreiche Projekte und Seminare mit externen touristischen Unternehmen, zum Beispiel: - Marktforschung für ein Hotel aus der Region - Mystery-Checks in verschiedenen Unternehmen - ITB Berlin Messeauftritt zahlreiche Gastvorträge aus verschiedenen touristischen Unternehmen | Pflicht-Praxisphase im 4. Semester (20 Wochen Vollzeit) |